# Masdevallia wubbenii
Masdevallia wubbenii är en orkidéart som beskrevs av Carlyle August Luer. Masdevallia wubbenii ingår i släktet Masdevallia och familjen orkidéer. Inga underarter finns listade i Catalogue of Life.